# Aradus coloradensis
Aradus coloradensis är en insektsart som beskrevs av Nicholas A. Kormilev 1964. Aradus coloradensis ingår i släktet Aradus och familjen barkskinnbaggar. Inga underarter finns listade i Catalogue of Life.